# Héctor Ramírez
Héctor Juan Ramírez Guerra (L'Avana, 31 gennaio 1943) è un ex ginnasta cubano.

## Biografia
Ha rappresentato Cuba ai Giochi olimpici estivi di Tokyo 1964 e Città del Messico 1968, a quest'ultima edizione è stato alfiere.

## Palmarès
- Giochi panamericani

San Paolo 1963: argento nel corpo libero; bronzo nel concorso a squadre;
Winnipeg 1967: oro nel corpo libero; argento nel concorso a squadre;